# Bayelsa

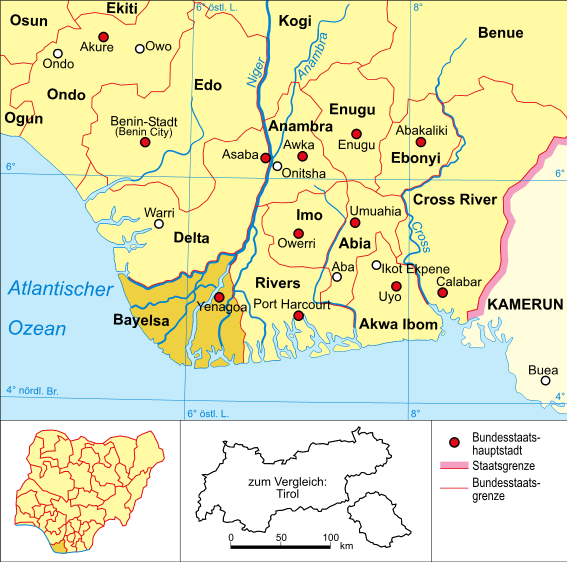
Lage von Bayelsa in Nigeria

Bayelsa ist ein Bundesstaat des westafrikanischen Landes Nigeria mit der Hauptstadt Yenagoa, die mit 24.335 Einwohnern (2005) auch die größte Stadt des Bundesstaates ist. Die Bewohner gehören zu den Izon (Ijaw), Nember, Ogbia und Epie-Atisa und sind überwiegend Christen.

## Geographie
Der Bundesstaat liegt im Süden des Landes und grenzt im Norden an den Bundesstaat Delta, im Süden und Westen an den Atlantik und im Osten an den Bundesstaat Rivers. Der östliche Teil der Grenze zu dem Bundesstaat Delta wird dabei durch den Fluss Forcados  gebildet. Der Bundesstaat bildet den zentralen Teil des Nigerdeltas. Das Apoi Creek Forest Reserve wurde 2008 in die Liste der Feuchtgebiete von internationaler Bedeutung gemäß der Ramsar-Konvention aufgenommen.

## Geschichte
Der Bundesstaat wurde am 1. Oktober 1996 aus einem Teil des Bundesstaates Rivers gebildet. Erster Administrator war zwischen 7. Oktober 1996 und 28. Februar 1997 Oladipo Phillips Ayeni. Gegenwärtiger Gouverneur ist seit dem 2012 Henry Dickson.

### Liste der Gouverneure und Administratoren
- Oladipo Phillips Ayeni (Administrator 1996–1997)
- Habu Daura (Administrator 1997)
- Omoniyi Caleb Olubolade (Administrator 1997–1998)
- Paul Obi (Administrator 1998–1999)
- Diepreye Alamieyeseigha (Gouverneur 1999–2005)
- Goodluck Jonathan (Gouverneur 2005–2007)
- Timipre Sylva (Gouverneur 2007–2008)
- Werinipre Seibarugo (Gouverneur 2008)
- Timipre Sylva (Gouverneur 2008–2012)
- Nestor Binabo (Gouverneur 2012)
- Henry Dickson (Gouverneur 2012–)

## Verwaltung
Der Staat gliedert sich in acht Local Government Areas. Diese sind: Brass, Ekeremor, Kolokuma-Opokuma, Nembe, Ogbia, Sagbama, Southern Ijaw und Yenagoa.

## Wirtschaft
Über 30 Prozent des nigerianischen Erdöls kommt aus Hunderten von Quellen im Bundesstaat Bayelsa. Die Erdölförderung und -verladung verursacht aber auch erhebliche Verluste und Schäden. Der überwiegende Teil der erwerbstätigen Bevölkerung ist in der Fischerei, der Landwirtschaft, der Palmöl- und Palmweingewinnung beschäftigt oder als Händler, Schnitzer oder Weber tätig. Wegen der vielen Wasserwege ist das Boot das wichtigste Transportmittel. 
Der Bundesstaat erreicht für das Jahr 2019 einen Index der menschlichen Entwicklung von 0,665 und weist damit eine nach UN-Klassifikation mittlere menschliche Entwicklung auf. Unter den 37 Verwaltungseinheiten Nigerias erreicht er damit den fünften Platz.